# حاجز حجاجي
الحاجز الحجاجي (اللفافة الجفنية) هو صَفَيحَةُ غشائية تمثل الحدود الأمامية للحجاج . يمتد من حواف الحجاج إلى الجفون ، ويشكل القسم الليفي من الأجفان.

## التشريح
في الجفن العلوي، يختلط الحاجز الحجاجي مع وتر العضلة رافعة الجفن العلوية و في الجفن السفلي مع صفيحة الترص .
عند إغلاق العينين، تكون فتحة الحجاج مغطاةً بالكامل بالحاجز و الترص . و يكون الحاجز رقيقا في الأنسيّ ويصبحُ منفصلاً من الرباط الجفني الأنسي ، ويرتكز على العظم الدمعي عند العرف الخلفي . يرتكز الرباط الأنسي ونظيره الوحشي (الأضعف بكثير) على الحاجز والحجاج، ويحافظان على الأجفان مستقرة عندما تتحرك العين.
ويثقّبُ الحاجزُ بالأوعية الدمويةِ والأعصابِ التي تمرّ من تجويف الحجاج إلى الوجه وفروة الرأس.

## الأهمية السريرية
قد يضعف الحاجز مع التقدم في السن، ونتيجة لذلك قد تنفتق الشحوم الحجاجية إلى الأمام. ويطلق على العمل الجراحي لتصحيح هذا الخلل بـرأب الجَفْن.
يعد الحاجز الحجاجي معلما هاما في التمييز بين الْتِهاب الهَلَلِ الحَجاجِي (داخل الحاجز) و التهاب الهلل المحيط بالحجاج (خارج الحاجز).

## وصلات خارجية
- grossanatomy/dissector/labs/h_n/orbit/main.html في موقع (MedEd) التابع لجامعة لويولا.
- "Anatomic study of the orbital septum (22.10.93)". Surg Radiol Anat. ج. 16 ع. 1: 121–4. 1994. DOI:10.1007/BF01627937. PMID:8047962.